# Teschenmoschel
Teschenmoschel település Németországban, Rajna-vidék-Pfalz tartományban. Lakosainak száma 122 fő (2023. december 31.).

## Népesség
A település népességének változása:
| Lakosok száma | 167  | 120  | 121  | 119  | 121  | 122  |
|               | 1975 | 2017 | 2019 | 2021 | 2022 | 2023 |

## A zsidó temető

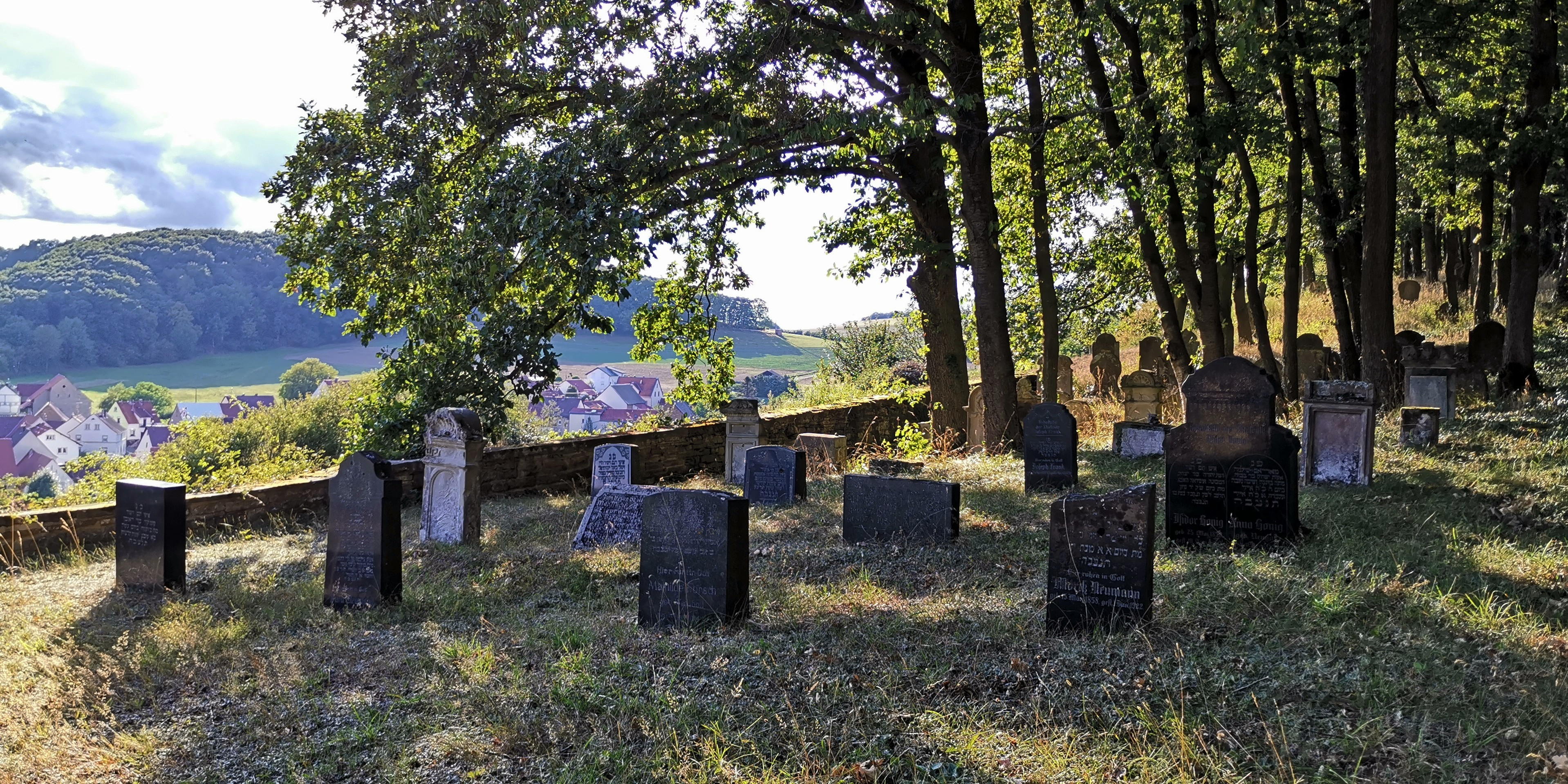
A zsidó temető

Az állítólag 1665-ben létrehozott és 1899 körül bővített temetőben több mint 80 sírkő található az 1724/25 - től 1935-ig terjedő időszakból. A temetőt a dörrmoscheli, a nußbachi, a reipoltskircheni és a waldgrehkircheni zsidók is használták.